# Chalcotropis caelodentata
Chalcotropis caelodentata là một loài nhện trong họ Salticidae.
Loài này thuộc chi Chalcotropis. Chalcotropis caelodentata được Anna Maria Sibylla Merian miêu tả năm 1911.